# Dwudniowa bitwa pod Gotlandią
Dwudniowa bitwa pod Gotlandią – starcie między flotą szwedzką a duńsko-lubecką, stoczone 30–31 maja 1564 między wyspami Gotlandia i Olandia, zakończone taktyczną porażką Szwedów, którzy utracili okręt flagowy Mars.

## Tło
Późną wiosną 1564 wojska duńskie wznowiły natarcie w południowej Szwecji, usiłując dotrzeć do Sztokholmu. Równocześnie operacje podjęła flota duńsko-lubecka, pod dowództwem Herlufa Trollego, którego zastępcą był komendant eskadry lubeckiej, Friedrich Knebel. Liczyła ona 33 okręty (w tym 10 lubeckich) lub 27 okrętów (w tym 6 lubeckich). Zadaniem floty sojuszniczej była blokada floty szwedzkiej i zapobieżenie jej wypadowi pod wybrzeża duńskie, a w przyszłości – wsparcie armii w szturmie na Sztokholm. Dowodzący eskadrą szwedzką (23 okręty) adm. Jakob Bagge, bezpieczny wśród sztokholmskich szkierów, miał bronić stolicy, a w sprzyjających okolicznościach wydać sprzymierzonym bitwę. Zdecydował się na to pod koniec maja, gdy Trolle minął Olandię i podszedł pod wybrzeża Gotlandii.

## Bitwa
Siły obu stron były mniej więcej wyrównane. Eskadra szwedzka walczyła w tradycyjnym szyku roju, podczas gdy Trolle, innowator w zakresie taktyki walki morskiej, uformował swoje okręty w szyku klina. Duńczycy zamierzali przede wszystkim abordażować jednostki wroga, a szyk ten miał zapewnić współpracę między tworzącymi go kolejnymi trójkami okrętów i szybkie wprowadzenie do walki najsilniejszych okrętów. Jego wadą było utrudnione użycie artylerii, coraz ważniejszej w walce morskiej oraz konieczność ciągłego i skomplikowanego manewrowania.
30 maja doszło do pierwszego starcia. Duńczycy dążyli do abordażu, ale Szwedzi uchylali się, ostrzeliwując wroga z dział. Trudny w utrzymaniu szyk klina łamał się, Duńczycy tracili czas na jego porządkowanie, a Szwedzi starali się wymanewrować przeciwnika; chaotyczne walki ciągnęły się cały dzień. Trolle na pokładzie swego okrętu flagowego „Fortuna” atakował szwedzki okręt flagowy „Mars”, ale utracił reję grota i został odparty.
Następnego dnia walkę podjęto na nowo i miała ona równie chaotyczny przebieg. W jednym ze starć klin duński wbił się w szyk szwedzki, a pierwsza i druga trójka okrętów sprzymierzonych zdołała otoczyć szwedzki okręt flagowy. W starciu, większe na ogół okręty duńskie i lubeckie miały przewagę nad spieszącymi na pomoc jednostkami szwedzkimi, którym niższe burty utrudniały abordaż. Gdy Duńczycy i Lubeczanie wdarli się na pokład „Marsa”, Szwedzi wysadzili okręt, by nie wpadł w ręce wroga (możliwe, że pożar, który spowodował eksplozję prochu i zatonięcie okrętu, wraz z większością załogi i ok. 300 napastnikami, był przypadkowy).
Admirał Bagge przeżył, by dostać się do niewoli. Dowodzenie przejął Klaus Fleming, który zarządził odwrót do Älvsnabben, gdzie uszkodzone okręty naprawiono. Taktyczne zwycięstwo odnieśli sprzymierzeni topiąc wrogi okręt flagowy, za cenę niewielkich strat w ludziach (lub także jednego okrętu lubeckiego, zatopionego pierwszego dnia bitwy). Zwycięstwo nie było jednak decydujące, a zatopienie jednego okrętu po dwóch dniach walki wykazało, że szyk Trollego nie był lepszy od dawnej taktyki roju. Strategicznie, sytuacja niewiele się zmieniła, a flota szwedzka podjęła kolejne działania dość szybko, bo już w lipcu.